# Isael Álvarez
Isael Álvarez – kubański bokser, brązowy medalista mistrzostw świata w Budapeszcie.

## Kariera amatorska
W 1997 roku zdobył brązowy medal na mistrzostwach świata w Budapeszcie. W półfinale pokonał go Francuz Frédéric Serrat, który zdobył srebrny medal.